# Prise de mousse
De prise de mousse is de periode van gisting op fles die door de toevoeging van gistcellen in de liqueur de tirage wordt veroorzaakt. Tijdens de prise de mousse die gewoonlijk twee weken duurt wordt de fles horizontaal "sur lattes"  in de kelder gelegd. De temperatuur in de in de krijtgrond uitgegraven kelders, ("crayéres") is constant 12 graden Celsius, Tijdens de gisting op fles wordt restsuiker in de fles omgezet in alcohol en koolzuur. De druk in de fles stijgt tot 4 of 5 atmosfeer.
Een lange prise de mousse zal fijnere bellen in de champagne brengen. Grote bellen maken dat de wijn hard aandoet en zurig smaakt. Een dure champagne zal langer dan de door de Franse wet vereiste 60 dagen op gist lageren. Het langdurig in de koele en donkere kelders bewaren van de à point gestapelde en op gist rijpende flessen is nodig om een champagne van de beste soort te maken. Na de prise de mousse volgen de remuage en de dégorgement.